# Ivano Trotta
Ivano Trotta (ur. 12 października 1977 w Rzymie) – włoski piłkarz występujący na pozycji pomocnika, trener piłkarski.

## Kariera klubowa
Grę w piłkę nożną rozpoczął w wieku 6 lat w AS Lodigiani. W 1994 roku przeniósł się do akademii Juventus FC, w barwach którego dwa lata później rozpoczął karierę na poziomie seniorskim Latem 1997 został wypożyczony do US Fiorenzuola 1922, a w październiku 1997 do Carrarese Calcio 1908. Latem 1998 przeszedł do US Viterbese. Potem występował w klubach Calcio Padova, SS Gualdo, Rimini Calcio FC, SSC Napoli, Treviso FBC i Ravenna Calcio. W 2009 roku został piłkarzem AC Bellaria Igea Marina, w którym po roku zakończył karierę piłkarską.

## Kariera reprezentacyjna
W latach 1993–1996 występował w juniorskich kadrach Włoch w kategorii U-16, U-17 oraz U-18.

## Kariera trenerska
Po zakończeniu kariery piłkarza rozpoczął pracę trenerską w klubie AC Bellaria Igea Marina, szkoląc juniorską drużynę (2010-2011). W latach 2013–2016 był pierwszym trenerem APD Palocco (Promozione Lazio). W sezonie 2014/15 dotarł z tym zespołem do finału Coppa Italia di Promozione. Następnie przez dwa lata szkolił w tym klubie młodzież.

## Sukcesy
Juventus FC
- mistrzostwo Włoch: 1996/97

Juventus FC U-20
- Puchar Włoch: 1994/95

Rimini Calcio FC
- Superpuchar Serie C: 2005